# Кредо (песнопение)
Кре́до (от лат. credo — «верю, верую») — песнопение ординария католической мессы (третья часть после Kyrie и Gloria), которое начинается словами Credo in unum Deum («верую во единого Бога»).

## Краткая характеристика
Распеваемая в музыке (как григорианского хорала, так и многоголосных авторских сочинений) латинская версия Credo чаще всего соответствует тексту Тридентской редакции Символа веры (с Filioque):

Верую во единого Бога, Отца Всемогущего, Творца неба и земли, видимого всего и невидимого;
и во единого Господа Иисуса Христа, Сына Божия Единородного, от Отца рождённого прежде всех веков, Бога от Бога, Свет от Света, Бога истинного от Бога истинного, рождённого, несотворённого, единосущного Отцу, через Которого всё сотворено; ради нас, людей, и ради нашего спасения сошедшего с небес и воплотившегося от Духа Святого и Марии Девы и ставшего человеком; распятого за нас при Понтии Пилате; страдавшего и погребённого, воскресшего в третий день по Писанию, восшедшего на небеса; сидящего одесную Отца, вновь грядущего со славою судить живых и мёртвых, и Царству Его не будет конца;
и в Духа Святого, Господа Животворящего, от Отца и Сына исходящего, Которому вместе с Отцом и Сыном подобает поклонение и слава, Который вещал через пророков; и во единую Святую Католическую и Апостольскую Церковь. Исповедую единое крещение во отпущение грехов. Ожидаю воскресения мёртвых и жизни будущего века. Аминь.
Оригинальный текст (лат.)
Credo in unum Deum, Patrem omnipotentem, factorem caeli et terrae, visibilium omnium et invisibilium.
Et in unum Dominum Iesum Christum, Filium Dei unigenitum, et ex Patre natum ante omnia saecula. Deum de Deo, lumen de lumine, Deum verum de Deo vero, genitum, non factum, consubstantialem Patri; per quem omnia facta sunt. Qui propter nos homines et propter nostram salutem descendit de caelis. Et incarnatus est de Spiritu Sancto ex Maria Virgine, et homo factus est. Crucifixus etiam pro nobis sub Pontio Pilato, passus et sepultus est, et resurrexit tertia die, secundum Scripturas, et ascendit in caelum, sedet ad dexteram Patris. Et iterum venturus est cum gloria, iudicare vivos et mortuos, cuius regni non erit finis.

Et in Spiritum Sanctum, Dominum et vivificantem, qui ex Patre Filioque procedit. Qui cum Patre et Filio simul adoratur et conglorificatur: qui locutus est per prophetas. Et unam, sanctam, catholicam et apostolicam Ecclesiam. Confiteor unum baptisma in remissionem peccatorum. Et expecto resurrectionem mortuorum, et vitam venturi saeculi. Amen.
— Тридентский Символ веры

## Credoв композиторской музыке
Музыку на текст Credo писали те же композиторы, которые сочиняли мессы на текст ординария, начиная с эпохи Ars nova, все нидерландские полифонисты, другие авторы католических месс Возрождения и барокко (например, Палестрина, К. Монтеверди), Антонио Лотти, реже — венской классической школы (примеры месс на латинский текст — торжественная месса Л. ван Бетховена и Месса до минор В.А. Моцарта) и эпохи романтизма. В XX веке на текст католического Credo писали музыку И.Ф. Стравинский и (неоднократно) А. Пярт.
Латинское Credo звучало преимущественно в католической мессе латинского обряда, но не возбранялось и в лютеранском богослужении (которое в целом совершалось по-немецки). Текст Credo в мессе h-moll И.С. Баха следует обычному тридентскому тексту за исключением одного места, вместо канонического sedet ad dexteram Patris в баховской версии sedet ad dexteram Dei Patris.